# إسحاق أكيتكسي
إسحاق أكيتكسي (بالإسبانية: Isaac Aketxe Barrutia) (3 يونيو 1989 ببلباو في إسبانيا - ) هو لاعب كرة قدم إسباني في مركز الهجوم. لعب مع أتلتيك بيلباو ب وأتلتيك بيلباو وأريناس غوتكسو وريال سوسيداد ب وكولتورال ليونيسا ونادي إيبار ونادي سيستاو ريفر.

## وصلات خارجية
- إسحاق أكيتكسي على موقع قاعدة بيانات كرة القدم.إي يو (الإنجليزية)
- إسحاق أكيتكسي على موقع Soccerway.com (الإنجليزية)
- إسحاق أكيتكسي على موقع AS.com (الإسبانية)